# Ажек (река)
Аже́к (убых. же (аже) — снег, к (куа) — сын) — река в Хостинском районе города Сочи Краснодарского края в России. Приток реки Сочи. Протекает в основном по территории Сочинского национального парка.

## Этимология
Название реки с убыхского языка переводится как «снежный сын» (же (аже) — снег, к (стянутая форма от куа) — сын) или «рождённая снегом», истоки которой происходят на южном склоне горы Сахарной, получившей своё название за снежную шапку, которую она носит при выпадении осадков в зимний период (в то время, когда на соседних вершинах снег быстро тает). Возможна и другая расшифровка топонима Ажек — «сын оленя» (по убыхски же (аже) также означает и «олень») или «оленёнок» буквально, а вероятный смысловой перевод — «место, где водятся олени».

## Описание

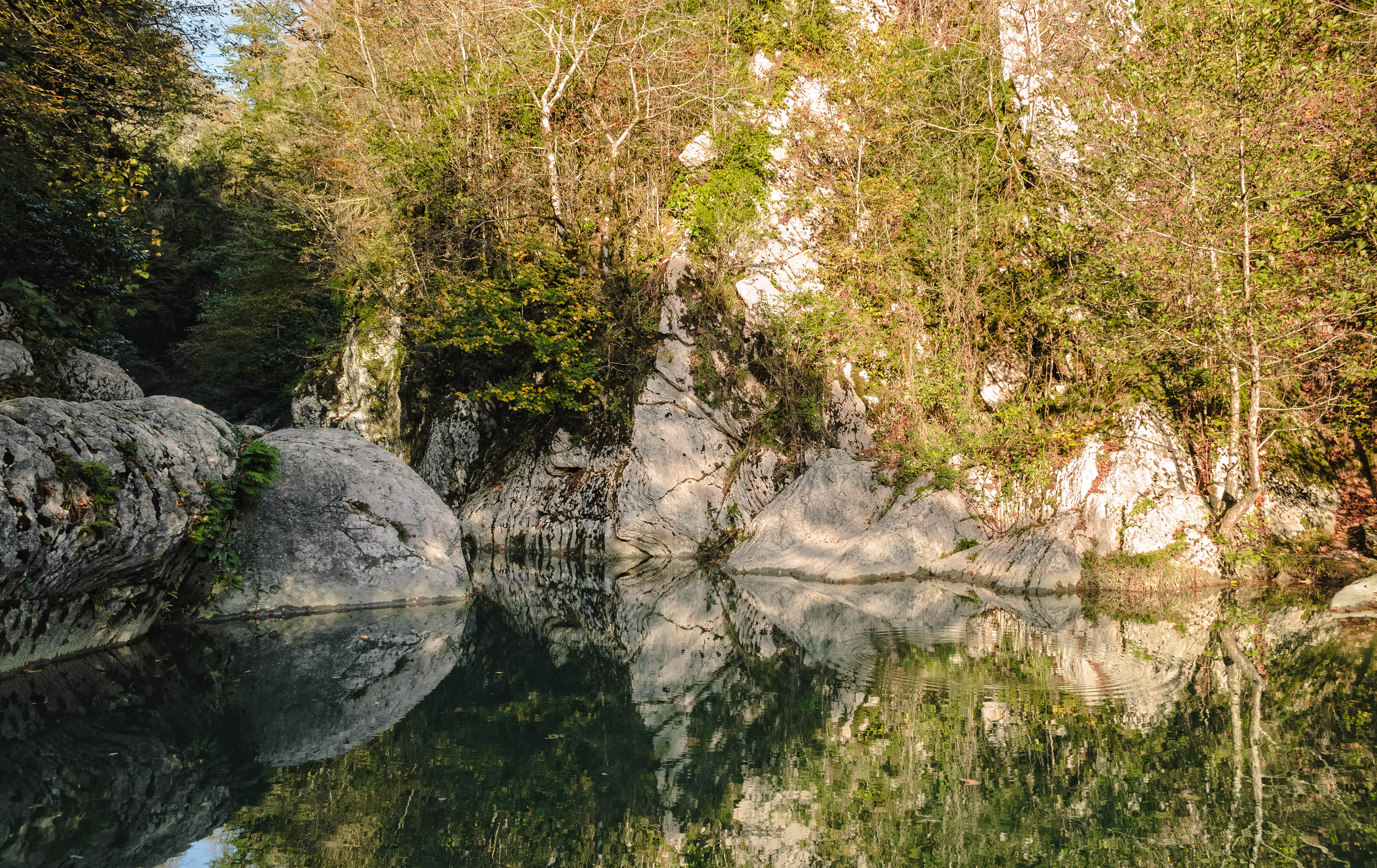
Белые скалы

Река Ажек берёт своё начало на южном склоне горы Сахарной и впадает в реку Сочи примерно в 20 километрах от её устья. Недалеко от впадения в реку Сочи расположен Ажекский водопад, низвергающийся с высоты 9,5 метров двойным каскадом (7 м — нижний уступ и 2,5 м — верхний) в каньон, представляющий собой в месте падения воды усечённый купол. Чуть ниже по течению, перед самым впадением в реку Сочи, есть ещё один небольшой водопад (примерно 3 метра в высоту). У реки также находятся Белые скалы (Агво-Ацкий комплекс).